# Acomys johannis
Acomys johannis е вид бозайник от семейство Мишкови (Muridae).

## Разпространение
Видът е разпространен в Бенин, Буркина Фасо, Гана, Камерун, Мали, Нигер, Нигерия, Того и Чад.